# Jardin Yılmaz-Güney
Le jardin Yılmaz-Güney est un jardin public du 10e arrondissement, à Paris.

## Situation et accès
Le site comporte deux accès par la rue de l'Échiquier (par un passage cocher) et par l'impasse Bonne-Nouvelle.
Il est desservi par les lignes 8 et 9 du métro parisien à la station Bonne Nouvelle.

## Origine du nom
Cet espace vert, situé dans le Sentier turc, un quartier comptant une importante communauté turque et kurde, porte le nom de Yılmaz Güney (1937-1984), réalisateur, scénariste, acteur et écrivain turc, d'origine kurde, réfugié en France.

## Caractéristiques
Le jardin, étendu sur 1 000 m2, est situé au cœur d'un ensemble d’immeubles. Il dispose de deux aires de jeux et d'un parcours sportif. Il est planté de cerisiers du Tibet, de chèvrefeuilles du Japon, et de magnolias.